# Ministri del lavoro e delle politiche sociali della Repubblica Italiana
I ministri del lavoro e delle politiche sociali della Repubblica Italiana si sono avvicendati dal 1946 in poi.

## Lista
| Ministro                           | Ministro         | Ministro                                 | Partito                                     | Governo          | Mandato          | Mandato          | Leg.             |
| Ministro                           | Ministro         | Ministro                                 | Partito                                     | Governo          | Inizio           | Fine             | Leg.             |
| ---------------------------------- | ---------------- | ---------------------------------------- | ------------------------------------------- | ---------------- | ---------------- | ---------------- | ---------------- |
| Lavoro e previdenza sociale        |                  |                                          |                                             |                  |                  |                  |                  |
|                                    |                  | Ludovico D'Aragona (1876-1961)           | Partito Socialista Italiano                 | De Gasperi II    | 14 luglio 1946   | 2 febbraio 1947  | AC               |
|                                    |                  | Giuseppe Romita (1887-1958)              | Partito Socialista Italiano                 | De Gasperi III   | 2 febbraio 1947  | 1º giugno 1947   | AC               |
|                                    |                  | Amintore Fanfani (1908-1999)             | Democrazia Cristiana                        | De Gasperi IV    | 1º giugno 1947   | 24 maggio 1948   | AC               |
| De Gasperi V                       | 24 maggio 1948   | Amintore Fanfani (1908-1999)             | Democrazia Cristiana                        | 28 gennaio 1950  | I                |                  |                  |
|                                    |                  | Achille Marazza (1894-1967)              | Democrazia Cristiana                        | De Gasperi VI    | I                | 28 gennaio 1950  | 26 luglio 1951   |
|                                    |                  | Leopoldo Rubinacci (1903-1969)           | Democrazia Cristiana                        | De Gasperi VII   | I                | 26 luglio 1951   | 16 luglio 1953   |
| De Gasperi VIII                    | 16 luglio 1953   | Leopoldo Rubinacci (1903-1969)           | Democrazia Cristiana                        | 17 agosto 1953   | II               |                  |                  |
| Pella                              | 17 agosto 1953   | Leopoldo Rubinacci (1903-1969)           | Democrazia Cristiana                        | 19 gennaio 1954  | II               |                  |                  |
|                                    |                  | Luigi Gui (1914-2010)                    | Democrazia Cristiana                        | Fanfani I        | II               | 19 gennaio 1954  | 10 febbraio 1954 |
|                                    |                  | Ezio Vigorelli (1892-1964)               | Partito Socialista Democratico Italiano     | Scelba           | II               | 10 febbraio 1954 | 6 luglio 1955    |
| Segni I                            | 6 luglio 1955    | Ezio Vigorelli (1892-1964)               | Partito Socialista Democratico Italiano     | 20 maggio 1957   | II               |                  |                  |
|                                    |                  | Luigi Gui (1914-2010)                    | Democrazia Cristiana                        | Zoli             | II               | 20 maggio 1957   | 17 giugno 1958   |
|                                    |                  | Ezio Vigorelli (1892-1964)               | Partito Socialista Democratico Italiano     | Fanfani II       | 2 luglio 1958    | 16 febbraio 1959 | III              |
|                                    |                  | Benigno Zaccagnini (1912-1989)           | Democrazia Cristiana                        | Segni II         | 16 febbraio 1959 | 26 marzo 1960    | III              |
| Tambroni                           | 26 marzo 1960    | Benigno Zaccagnini (1912-1989)           | Democrazia Cristiana                        | 27 luglio 1960   |                  |                  | III              |
|                                    |                  | Fiorentino Sullo (1921-2000)             | Democrazia Cristiana                        | Fanfani III      | 27 luglio 1960   | 22 febbraio 1962 | III              |
|                                    |                  | Virginio Bertinelli (1901-1973)          | Partito Socialista Democratico Italiano     | Fanfani IV       | 22 febbraio 1962 | 22 giugno 1963   | III              |
|                                    |                  | Umberto Delle Fave (1912-1986)           | Democrazia Cristiana                        | Leone I          | 22 giugno 1963   | 5 dicembre 1963  | IV               |
|                                    |                  | Giacinto Bosco (1905-1997)               | Democrazia Cristiana                        | Moro I           | 5 dicembre 1963  | 23 luglio 1964   | IV               |
|                                    |                  | Umberto Delle Fave (1912-1986)           | Democrazia Cristiana                        | Moro II          | 23 luglio 1964   | 24 febbraio 1966 | IV               |
|                                    |                  | Giacinto Bosco (1905-1997)               | Democrazia Cristiana                        | Moro III         | 24 febbraio 1966 | 25 giugno 1968   | IV               |
| Leone II                           | 25 giugno 1968   | Giacinto Bosco (1905-1997)               | Democrazia Cristiana                        | 13 dicembre 1968 | V                |                  |                  |
|                                    |                  | Giacomo Brodolini (1920-1969)            | Partito Socialista Italiano                 | Rumor I          | V                | 13 dicembre 1968 | 11 luglio 1969   |
|                                    |                  | Carlo Donat-Cattin (1919-1991)           | Democrazia Cristiana                        | Rumor II         | V                | 6 agosto 1969    | 28 marzo 1970    |
| Rumor III                          | 28 marzo 1970    | Carlo Donat-Cattin (1919-1991)           | Democrazia Cristiana                        | 6 agosto 1970    | V                |                  |                  |
| Colombo                            | 6 agosto 1970    | Carlo Donat-Cattin (1919-1991)           | Democrazia Cristiana                        | 18 febbraio 1972 | V                |                  |                  |
| Andreotti I                        | 18 febbraio 1972 | Carlo Donat-Cattin (1919-1991)           | Democrazia Cristiana                        | 26 giugno 1972   | V                |                  |                  |
|                                    |                  | Dionigi Coppo (1921-2003)                | Democrazia Cristiana                        | Andreotti II     | 26 giugno 1972   | 8 luglio 1973    | VI               |
|                                    |                  | Luigi Bertoldi (1920-2001)               | Partito Socialista Italiano                 | Rumor IV         | 8 luglio 1973    | 15 marzo 1974    | VI               |
| Rumor V                            | 15 marzo 1974    | Luigi Bertoldi (1920-2001)               | Partito Socialista Italiano                 | 23 novembre 1974 |                  |                  | VI               |
|                                    |                  | Mario Toros (1922-2018)                  | Democrazia Cristiana                        | Moro IV          | 23 novembre 1974 | 12 febbraio 1976 | VI               |
| Moro V                             | 12 febbraio 1976 | Mario Toros (1922-2018)                  | Democrazia Cristiana                        | 30 luglio 1976   |                  |                  | VI               |
|                                    |                  | Tina Anselmi (1927-2016)                 | Democrazia Cristiana                        | Andreotti III    | 30 luglio 1976   | 13 marzo 1978    | VII              |
|                                    |                  | Vincenzo Scotti (1933)                   | Democrazia Cristiana                        | Andreotti IV     | 13 marzo 1978    | 21 marzo 1979    | VII              |
| Andreotti V                        | 21 marzo 1979    | Vincenzo Scotti (1933)                   | Democrazia Cristiana                        | 5 agosto 1979    |                  |                  | VII              |
| Cossiga I                          | 5 agosto 1979    | Vincenzo Scotti (1933)                   | Democrazia Cristiana                        | 4 aprile 1980    | VIII             |                  |                  |
|                                    |                  | Franco Foschi (1931-2007)                | Democrazia Cristiana                        | Cossiga II       | VIII             | 4 aprile 1980    | 18 ottobre 1980  |
| Forlani                            | 18 ottobre 1980  | Franco Foschi (1931-2007)                | Democrazia Cristiana                        | 28 giugno 1981   | VIII             |                  |                  |
|                                    |                  | Michele Di Giesi (1927-1983)             | Partito Socialista Democratico Italiano     | Spadolini I      | VIII             | 28 giugno 1981   | 23 agosto 1982   |
| Spadolini II                       | 23 agosto 1982   | Michele Di Giesi (1927-1983)             | Partito Socialista Democratico Italiano     | 1º dicembre 1982 | VIII             |                  |                  |
|                                    |                  | Vincenzo Scotti (1933)                   | Democrazia Cristiana                        | Fanfani V        | VIII             | 1º dicembre 1982 | 4 agosto 1983    |
|                                    |                  | Gianni De Michelis (1940-2019)           | Partito Socialista Italiano                 | Craxi I          | 4 agosto 1983    | 1º agosto 1986   | IX               |
| Craxi II                           | 1º agosto 1986   | Gianni De Michelis (1940-2019)           | Partito Socialista Italiano                 | 18 aprile 1987   |                  |                  | IX               |
|                                    |                  | Ermanno Gorrieri (1920-2004)             | Democrazia Cristiana                        | Fanfani VI       | 18 aprile 1987   | 29 luglio 1987   | IX               |
|                                    |                  | Rino Formica (1927)                      | Partito Socialista Italiano                 | Goria            | 29 luglio 1987   | 13 aprile 1988   | X                |
| De Mita                            | 13 aprile 1988   | Rino Formica (1927)                      | Partito Socialista Italiano                 | 23 luglio 1989   |                  |                  | X                |
|                                    |                  | Carlo Donat-Cattin (1919-1991)           | Democrazia Cristiana                        | Andreotti VI     | 23 luglio 1989   | 18 marzo 1991    | X                |
|                                    |                  | Rosa Russo Iervolino (ad interim) (1936) | Democrazia Cristiana                        | Andreotti VI     | 18 marzo 1991    | 13 aprile 1991   | X                |
|                                    |                  | Franco Marini (1933-2021)                | Democrazia Cristiana                        | Andreotti VII    | 13 aprile 1991   | 28 giugno 1992   | X                |
|                                    |                  | Nino Cristofori (1930-2015)              | Democrazia Cristiana                        | Amato I          | 28 giugno 1992   | 29 aprile 1993   | XI               |
|                                    |                  | Gino Giugni (1927-2009)                  | Partito Socialista Italiano                 | Ciampi           | 29 aprile 1993   | 11 maggio 1994   | XI               |
|                                    |                  | Clemente Mastella (1947)                 | Centro Cristiano Democratico                | Berlusconi I     | 11 maggio 1994   | 17 gennaio 1995  | XII              |
|                                    |                  | Tiziano Treu (1939)                      | Rinnovamento Italiano                       | Dini             | 17 gennaio 1995  | 18 maggio 1996   | XII              |
| Prodi I                            | 18 maggio 1996   | Tiziano Treu (1939)                      | Rinnovamento Italiano                       | 21 ottobre 1998  | XIII             |                  |                  |
|                                    |                  | Antonio Bassolino (1947)                 | Democratici di Sinistra                     | D'Alema I        | XIII             | 21 ottobre 1998  | 21 giugno 1999   |
|                                    |                  | Cesare Salvi (1948)                      | Democratici di Sinistra                     | D'Alema I        | XIII             | 21 giugno 1999   | 22 dicembre 1999 |
| D'Alema II                         | 22 dicembre 1999 | Cesare Salvi (1948)                      | Democratici di Sinistra                     | 26 aprile 2000   | XIII             |                  |                  |
| Amato II                           | 26 aprile 2000   | Cesare Salvi (1948)                      | Democratici di Sinistra                     | 11 giugno 2001   | XIII             |                  |                  |
| Lavoro e politiche sociali         |                  |                                          |                                             |                  |                  |                  |                  |
|                                    |                  | Roberto Maroni (1955-2022)               | Lega Nord                                   | Berlusconi II    | 11 giugno 2001   | 23 aprile 2005   | XIV              |
| Berlusconi III                     | 23 aprile 2005   | Roberto Maroni (1955-2022)               | Lega Nord                                   | 17 maggio 2006   |                  |                  | XIV              |
| Lavoro e previdenza sociale        |                  |                                          |                                             |                  |                  |                  |                  |
|                                    |                  | Cesare Damiano (1948)                    | Democratici di Sinistra Partito Democratico | Prodi II         | 17 maggio 2006   | 8 maggio 2008    | XV               |
| Lavoro, salute e politiche sociali |                  |                                          |                                             |                  |                  |                  |                  |
|                                    |                  | Maurizio Sacconi (1950)                  | Il Popolo della Libertà                     | Berlusconi IV    | 8 maggio 2008    | 16 novembre 2011 | XVI              |
| Lavoro e politiche sociali         |                  |                                          |                                             |                  |                  |                  |                  |
|                                    |                  | Elsa Fornero (1948)                      | Indipendente                                | Monti            | 16 novembre 2011 | 28 aprile 2013   | XVI              |
|                                    |                  | Enrico Giovannini (1957)                 | Indipendente                                | Letta            | 28 aprile 2013   | 22 febbraio 2014 | XVII             |
|                                    |                  | Giuliano Poletti (1951)                  | Partito Democratico                         | Renzi            | 22 febbraio 2014 | 12 dicembre 2016 | XVII             |
| Gentiloni                          | 12 dicembre 2016 | Giuliano Poletti (1951)                  | Partito Democratico                         | 1º giugno 2018   |                  |                  | XVII             |
|                                    |                  | Luigi Di Maio (1986)                     | Movimento 5 Stelle                          | Conte I          | 1º giugno 2018   | 5 settembre 2019 | XVIII            |
|                                    |                  | Nunzia Catalfo (1967)                    | Movimento 5 Stelle                          | Conte II         | 5 settembre 2019 | 13 febbraio 2021 | XVIII            |
|                                    |                  | Andrea Orlando (1969)                    | Partito Democratico                         | Draghi           | 13 febbraio 2021 | 22 ottobre 2022  | XVIII            |
|                                    |                  | Marina Elvira Calderone (1965)           | Indipendente                                | Meloni           | 22 ottobre 2022  | in carica        | XIX              |